# Horst Köppel
Horst Köppel (* 17. Mai 1948 in Stuttgart) ist ein ehemaliger deutscher Fußballspieler und -trainer.

## Sportliche Laufbahn
Als Stürmer war er von 1966 bis 1979 für den VfB Stuttgart und Borussia Mönchengladbach in der 1. Bundesliga aktiv. Beim VfB war er als Nachfolger von Hans Eisele von 1971 bis 1973 Mannschaftskapitän.
Mit der Borussia wurde er 1970, 1971, 1975, 1976 und 1977 jeweils Deutscher Meister und gewann er mit den Fohlen 1975 und 1979 den UEFA-Pokal. Dazwischen spielte Köppel im Sommer 1976 und 1977 in der nordamerikanischen Profiliga NASL für die Vancouver Whitecaps. Im Oktober 1977 zog er sich bei einem Trainingszweikampf mit Christian Kulik einen Schien- und Wadenbeinbruch zu.

### Auswahleinsätze
Die talentierte Offensivkraft spielte für eine Vielzahl von Auswahlmannschaften des DFB. Mit der deutschen Jugendauswahl nahm er am UEFA-Juniorenturnier 1965 teil und belegte dort mit der Mannschaft den fünften Platz, nachdem sie im Viertelfinale im Anschluss an ein 0:0 gegen die Tschechoslowakei per Losentscheids das Halbfinale verpasst hatte. Beim Spiel um den fünften Platz war er neben Karl-Heinz Kamp einer der beiden deutschen Torschützen, die einen 2:1-Erfolg gegen Ungarn bei einem Gegentreffer durch Lajos Kocsis herausschossen.
In der B-Nationalelf gelangen Köppel 1972 in seinem einzigen Spiel im Jahr 1972 gegen die Schweiz zwei Treffer.
In der A-Nationalmannschaft spielte Köppel von 1968 bis 1973 elfmal und erzielte zwei Tore. Er stand im Kader der deutschen Nationalmannschaft, die 1972 in Belgien Europameister wurde, ohne in den beiden Endrundenspielen in Belgien zum Einsatz zu kommen.

## Trainerlaufbahn
Nach seiner aktiven Zeit trainierte Köppel zunächst als Spielertrainer den 1. FC Viersen, ehe er nach dem endgültigen Karriereende 1981 als Trainerassistent von Rinus Michels zum 1. FC Köln wechselte. Nach der Vizemeisterschaft in der Spielzeit 1981/82 warb ihn der Ligakonkurrent Arminia Bielefeld ab, wo er Horst Franz beerbte. Nach drei Spieltagen standen die Arminen zu Beginn der Spielzeit 1982/83 erstmals in der Vereinsgeschichte an der Tabellenspitze der Bundesliga und hielt sich auch in der Folge zunächst in der Nähe der UEFA-Pokal-Plätze. Am zwölften Spieltag wurde es erneut historisch: der Tabellensechste reiste zum seinerzeit von Karl-Heinz Feldkamp trainierten Tabellenzweiten Borussia Dortmund, wo die Mannschaft trotz 1:1-Halbzeitstand mit einer 1:11-Niederlage die höchste Niederlage ihrer Bundesligageschichte kassierte. Dennoch geriet die Mannschaft im gesamten Saisonverlauf nicht in Abstiegsgefahr und belegte am Saisonende den achten Tabellenplatz.
Köppel wechselte trotz des Erfolges zum DFB, Feldkamp wurde sein Nachfolger in Bielefeld. Vor der Europameisterschaft 1984 ersetzte er Holger Osieck als Trainerassistent von Jupp Derwall. Nach dem vorzeitigen Ausscheiden galt er allenfalls als Außenseiterkandidat auf die Nachfolge Derwalls, vielmehr wurde er als Teil eines Tandems mit dem eine ausreichende Trainerlizenz fehlende  Franz Beckenbauer als Übergangslösung bis zu einer Implementierung der favorisierten Meistertrainer Helmut Benthaus, seinerzeit bis 1985 beim VfB Stuttgart unter Vertrag, oder Dietrich Weise, ebenfalls bis 1985 bei Eintracht Frankfurt gebunden, oder als Assistent des bisherigen Olympiaauswahltrainers Erich Ribbeck gesehen. Wenige Tage später fiel die Entscheidung zugunsten der Lösung Beckenbauer und Köppel, nachdem Benthaus einen Vorvertrag ablehnte. Die beiden unterzeichneten bis zur Weltmeisterschaft 1986 gültige Verträge. Nach der Vizeweltmeisterschaft 1986 blieben die beiden mindestens bis zur Europameisterschaft 1988 im Amt, obwohl DFB-Präsident Hermann Neuberger Köppel nach dessen offen formulierten Ansprüchen auf die Beckenbauer-Nachfolge gerüffelt hatte. Nachdem Beckenbauer jedoch angekündigt hatte, bis zur Weltmeisterschaft 1990 seine Arbeit als „Teamchef“ fortzusetzen und sich dabei klar als Alleinverantwortlichen platzierte, trat Köppel Ende November 1986 von seinem Amt zurück.
Im Sommer 1987 trat Köppel die Nachfolge Feldkamps als Trainer bei Bayer 05 Uerdingen an, wo die Mannschaft zwar mit Offensivfußball spielerisch überzeugte, jedoch nicht dauerhaft erfolgreich war. Nach vier Spielen ohne Sieg in Serie wurde er wenige Tage nach der 1:3-Niederlage beim 1. FC Nürnberg am 28. November 1987 auf dem 13. Tabellenplatz liegend entlassen und von seinem bisherigen Assistenten Horst Wohlers beerbt.
Im Sommer 1988 landete Köppel bei Borussia Dortmund, nachdem Reinhard Saftig  während der laufenden Saisonvorbereitung aufgrund von Dissonanzen mit dem Vorstand zurückgetreten war. Unter seiner Leitung gewann die Mannschaft um Thomas Helmer, Michael Zorc, Andreas Möller und Michael Rummenigge nach Toren des Doppelpackers Norbert Dickel, Frank Mill und Michael Lusch mit einem 4:1-Endspielerfolg über Werder Bremen den DFB-Pokal 1988/89. Auch in der Spielzeit 1989/90 überzeugte sie und rangierte als Tabellenvierter in den UEFA-Pokal-Plätzen. Aufgrund einer Heimschwäche mit nur vier Siegen im Westfalenstadion reichte es in der folgenden Spielzeit nur zum zehnten Platz, so dass Köppel durch den aus der Schweiz geholten Ottmar Hitzfeld ersetzt wurde.
Im Januar 1992 wechselte der im Abstiegskampf befindliche Bundesligist Fortuna Düsseldorf seine sportliche Führung aus, dabei übernahm Köppel den Sportdirektorposten und Hans-Jürgen Gede übernahm das Traineramt. Nachdem Gede in sieben Spielen ohne Sieg geblieben war, saß Köppel ab dem 30. Spieltag beim Tabellenschlusslicht auf der Bank. Einzig am letzten Spieltag gelang jedoch unter seiner Leitung beim 1:0-Erfolg über den Hamburger SV ein doppelter Punktgewinn. Nach dem Abstieg in die 2. Bundesliga blieb er mit der Mannschaft auch zu Beginn der Spielzeit 1992/93 ohne Sieg, nach dem siebten Spieltag ersetzte ihn Rudolf Wojtowicz als Interimslösung und kurze Zeit später Aleksandar Ristić auf der Trainerbank.
Nach Auslandsaufenthalten und Trainerstationen in Österreich beim FC Tirol Innsbruck, Eintracht Frankfurt (Co-Trainer 1994/95) und Japan (Urawa Red Diamonds) unterzeichnete Köppel bei Borussia Dortmund einen Vertrag als Talentscout, auf den ein Engagement als Amateurtrainer des Vereins folgte. Mit der Amateurmannschaft des BVB stieg der gebürtige Schwabe 2002 in die Regionalliga Nord auf und schaffte mit der vorwiegend aus Nachwuchsspielern bestehenden Mannschaft im Sommer 2003 und im Sommer 2004 den Klassenerhalt. Zum Sommer 2004 übernahm Köppel dann in seinem Wohnort Mönchengladbach die vakante Trainerstelle bei der fortan als U23 bezeichneten Amateurmannschaft seines Ex-Vereins Borussia Mönchengladbach, die seit dem Aufstieg aus der Verbandsliga unter verschiedenen Trainern (nacheinander: Norbert Meier, Holger Fach, Manfred Stefes) um den Regionalliga-Aufstieg kämpfte.
Nachdem Holger Fach als Trainer der Gladbacher Bundesliga-Lizenzelf entlassen wurde, ersetzte Köppel diesen vom 28. Oktober bis zum 1. November 2004 als Interimstrainer und gewann sein erstes und einziges Spiel gegen den FC Bayern München mit 2:0. Rund eine Woche nach der Entlassung von Fach verpflichtete Mönchengladbach Dick Advocaat als neuen Cheftrainer. Entsprechend orientierte sich Köppel wieder der U23 der Borussia zu. Nach Advocaats Rücktritt am 18. April 2005 war Köppel erneut Interimscoach von Borussia Mönchengladbach. Sein Nachfolger bei der U23 von Borussia Mönchengladbach wurde Horst Wohlers, einstiger Assistent Köppels bei den Urawa Red Diamonds. Am 18. Mai 2005 unterschrieb Horst Köppel einen Zweijahresvertrag bei Borussia Mönchengladbach als Cheftrainer.
Knapp ein Jahr später, am 14. Mai 2006, trennten sich Borussia Mönchengladbach und Horst Köppel vorzeitig nach einem Abschluss der Spielzeit 2005/06 mit dem 10. Tabellenplatz. Dies war die beste Abschlussplatzierung der Borussia seit 1996 und bis zum überraschenden vierten Platz in der Saison 2011/12.
Am 5. August 2006 unterzeichnete Köppel einen Vertrag bei Al Wahda (Abu Dhabi), dem amtierenden Vize-Meister der Vereinigten Arabischen Emirate. Dort wurde er jedoch am 11. Oktober 2006 bereits nach 4 Pflichtspielen (Bilanz: 1 Sieg, 3 Niederlagen) wieder entlassen.
Am 26. April 2009 wurde Horst Köppel als neuer Trainer des abstiegsbedrohten Zweitligisten FC Ingolstadt 04 vorgestellt, um den Verein in den verbleibenden fünf Spieltage vor dem Abstieg zu retten. Er trat damit die Nachfolge von Thorsten Fink an.
Aber auch Köppel konnte die Talfahrt der „Schanzer“ nicht mehr stoppen. Am 14. Mai 2009 verlor Ingolstadt vor heimischer Kulisse mit 0:1 gegen den FC St. Pauli und stand damit endgültig als Absteiger fest. Trotzdem hielt man an Horst Köppel fest und wollte mit ihm den direkten Wiederaufstieg anpeilen. Doch der Start in die Saison 2009/2010 geriet mehr als holprig, und so wurde Horst Köppel am 8. November 2009 nach einer 0:2-Heimniederlage gegen den Wuppertaler SV, nur zwei Punkte hinter dem Tabellenzweiten, von seinen Aufgaben entbunden und freigestellt. Das von ihm zusammengestellte Team schaffte schließlich den direkten Wiederaufstieg in die 2. Liga unter seinem vorigen Co-Trainer Michael Wiesinger.

## Trivia
Köppel war über mehr als 50 Jahre der Bundesligaspieler mit den meisten Treffern unter 20 Jahren (24 Tore), bis dieser Rekord, den zwischenzeitlich auch Kai Havertz eingestellt hatte, 2020 durch Jadon Sancho abgelöst wurde.